# رنين سيكلوترون أيوني
رنين سيكلوترون أيوني  (بالانجليزي | Ion cyclotron resonance ) هي تسريع أيونات مشحونة كهربيا من عنصر معين في مجال مغناطيسي في جهاز سيكلوترون. وهو يستخدم لتسريع الأيونات في السيكلوترون ؛ والسيكلوترون هو آلة قرصية الشكل مزودة بمجال كهربائي ويسلط عليها مجال مغناطيسي من أعلى إلى أسفل ؛ بحيث تكتسب الأيونات سرعة وتدور في الجهاز إلى حين خروجها لفيض (شعاع) سريع جدا من نافذة السيكلوترون. ياستخدامات الأيونات السريعة يمكن إجراء بحوث تختص بدراسة المادة.) وكما يستخدم السيكلوترون أيضا في تحليل المادة المتأينة عن طريق مقياس الطيف الكتلي ، وبذلك يمكن تعيين نسب المواد في فيض الأيونات . يمكن استخدامه السيكلوترون الأيوني أيضًا لمتابعة حركية التفاعلات الكيميائية في خليط غاز ملخلخ (قليل الضغط) ، بشرط أن يتأين الغاز إلى أيونات مشحونة .

## التردد الزاوي للسيكلوترون
إن وجود أيون يتحرك في مجال مغناطيسي منتظم سيجعله المجال المغناطيسي يتحرك في دائره بسبب قوة لورينتز . التردد الزاوي للسيكلوترون يعتمد على شدة المجال المغناطيسي B وهو يساوي :
{\displaystyle \omega =2\pi f={\frac {zeB}{m}},}
حيث (z) هو عدد من الشحنات الموجبة أو السالبة لأيون ،
(e) الشحنة الأولية للإلكترون،
و(m) هو كتله الأيون.
فإذا كانت إشارة الإثارة الكهربائية التي لها تردد `` f ، فسوف تتردد بها الأيونات التي لها نسبة كتلة/إلى الشحنة  m / z  ، طبقا للمعادلة:
{\displaystyle {\frac {m}{z}}={\frac {eB}{2\pi f}}.}
في وجود مجالين ا مجال كهرلبائي والآخر مجال مغناطيسي متعامد عليه تجعل الأيون المشحون يتحرك حركة دائرية محورية منظمة ، مما ينتج عنه مدارا حلزونيا .

## تسخين بالرنين الأيوني
التسخين بالرنين الأيوني (أو ICRH) هو تقنية تستخدم فيها الموجات الكهرومغناطيسية ذات ترددات مقابلة لتردد السيكلوترون الأيوني لتسخين بلازما كما في آلة توكاماك والحلقة الأوروبية المشتركة (جيت) لتحقيق الإندماج النووي . تمتص الأيونات الموجودة في البلازما الإشعاع الكهرومغناطيسي ونتيجة لذلك تزداد الطاقة الحركية. تستخدم هذه التقنية بشكل شائع في تسخين توكاماك البلازما.

## في الرياح الشمسية
في 8 مارس 2013 ، أصدرت وكالة ناسا مقالًا بشأن التعرف على موجات سيكلوترونية أيونية من الشمس ، أكتشفها المسبار الشمسي للمركبة الفضائية المسماة WIND ؛ باعتبارها السبب الرئيسي لتسخين الرياح الشمسية أثناء صعودها من سطح الشمس. قبل هذا الاكتشاف ، لم يكن هناك تفسير لازدياد درجة حرارة جزيئات الرياح الشمسية بعيدا عنها بدلاً من تبريدها (درجة حرارة سطح الشمس نحو 5700 درجة مئوية في حين تصل إلى نحو مليوني درجة مئوية على بعد قليل فوق سطح الشمس) .